# Rådhuset i Łódź
Rådhuset i Łódź (polsk Ratusz Miejski) blev bygget i 1827 efter tegninger af Bonifacy Witkowski. Det er det ældste og mest værdifulde eksempel på klassicistisk arkitektur i byen. Rådhuset var en af de første murstensbygninger i Łódź, og blev bygget ved Frihedspladsen og selve begyndelsen af Piotrkowska-gaden.
Rådhusbygningen har to etager og en kvadratisk grundplan. Indgangen fra Frihedspladsen prydes af to kolumner. De findes også i elevationen til urtårnet i facaden, som kranses af en lille kuppel. Uret blev skænket af fabrikanten Karol Schlösser fra Ozorków i 1834. I tårnet findes også en klokke. I dag huser rådhuset Statsarkiverne.
51°46′33″N 19°27′16″Ø / 51.77583°N 19.45444°Ø